# Кафедра ядерної та медичної фізики ХНУ
Кафедра ядерної та медичної фізики — одна з чотирьох кафедр фізико-технічного факультету ХНУ ім. В. Н. Каразіна. Веде підготовку фахівців за двома незалежними напрямками — експериментальна ядерна фізика та медична фізика.
Кафедра ядерної фізики була створена 1937 року з ініціативи А. К. Вальтера. 1947 року кафедру було включено до ядерного відділення, яке в обстановці секретності готувало фізиків-ядерників для радянського атомного проекту. 1962 року кафедра увійшла до складу щойно створеного фізико-технічним факультету, а 1969 року разом з ним переїхала в нову будівлю у П'ятихатках. Кафедра медичної фізики виникла як окрема кафедра, але 2012 року була об'єднана з кафедрою експериментальної ядерної фізики в кафедру ядерної та медичної фізики. Кафедрою керує директор Інституту теоретичної фізики ім. О. І. Ахієзера, академік НАН України М. Ф. Шульга.

## Історія

### Заснування кафедри
Кафедра фізики атомного ядра на фізико-математичному факультеті Харківського університету була створена А. К. Вальтером за підтримки К. Д. Синельникова 1937 року. Ця кафедра стала першою кафедрою з ядерної фізики в Україні. Основну частину викладацького навантаження на кафедрі взяли на себе співробітники УФТІ.
На час війни кафедра перервала свою роботу, але 1944/1945 навчального року відновила викладання. Приблизно в цей час кафедра змінює назву, і в штатному розкладі на 1944/45 навчальний рік вона фігурує як «кафедра електронних процесів і ядерної фізики». При цьому, як і раніше, кафедра залишається головним в Україні центром навчання фізиків-ядерників. Через неможливість вести наукову роботу в пошкодженому війною приміщенні лабораторії в ХДУ, досліди проводили в лабораторії УФТІ.

### У складі ядерного відділення
28 січня 1946 року вийшла Постанова раднаркому СРСР № 225-96сс (особлива папка) «Про підготовку інженерів-фізиків і фахівців з фізики атомного ядра і по радіохімії» за підписом Голови раднаркому Й. Сталіна. За цією постановою 6 вишів СРСР включно з Харківським університетом мали організувати підготовку інженерів-фізиків і фахівців з фізики атомного ядра і радіохімії. Постанова була викликана масштабними роботами над радянським атомним проектом та ініційована його керівником І. В. Курчатовим.
1947 року на базі кафедри електронних процесів і ядерної фізики відбувся перший випуск дев'яти фізиків-ядерників. Але на той час з міркувань секретності слова «ядерна фізика» зникли з назви кафедри, і вона стала називатись просто «кафедра електронних процесів».
1947 року в Харківському університеті було створене «ядерне відділення фізико-математичного факультету» (або просто спецвідділення), і починаючи від 1948 року фізиків-ядерників випускали вже з нього. До складу ядерного відділення увійшли кафедри електронних процесів (завідувач А. К. Вальтер), експериментальної фізики (завідувач К. Д. Синельников) і теоретичної фізики (завідувач О. І. Ахієзер), а керівником відділення став Григорій Юхимович Кривець. Через секретність, кафедра А. К. Вальтера в цей період в багатьох документах фігурувала як кафедра № 12, але починаючи від 1955/56 навчального року вона вже називається «кафедра експериментальної ядерної фізики».
Уряд приділяв багато уваги підтримці ядерного проекту, і це відчувалось на ядерному відділенні. Студенти та викладачі ядерного відділення мали багато пільг. Була встановлена практика доукомплектування четвертих і п'ятих курсів персонально відібраними студентами з інших університетів.. За спогадами студентів, вони самовіддано навчались, мріючи про перспективи роботи на передньому краї науки. Розподілом випускників ядерного відділення керувало спеціальне відомство в Москві, багато хто потрапляв в секретні ядерні лабораторії, і часто випускники не знали місць роботи навіть своїх однокурсників.
У другій половині 1950-х років ступінь секретності робіт з ядерної фізиці починає знижуватись. Від 1955/56 навчального року кафедра Вальтера починає називатись «кафедрою експериментальної ядерної фізики».

### У складі фізико-технічного факультету
21 листопада 1962 було підписано наказ міністра вищої і середньої спеціальної освіти УРСР № 780 «Про створення в Харківському державному університеті ім. А. М. Горького фізико-технічного факультету, нових кафедр і об'єднанні нечисленних кафедр». За цим наказом, на базі ядерного відділення створювався новий факультет, і до нього входили кафедри експериментальної ядерної фізики (завідувач акад. А. К. Вальтер), теоретичної ядерної фізики (завідувач акад. А. І. Ахієзер), фізики плазми (завідувач акад. К. Д. Синельников), прискорювачів (завідувач доц. А. М. Некрашевич) і кафедра матеріалів реакторобудування, що створювалася цим самим наказом (завідувач акад. В. Є. Іванов).
1965 року, за рекомендацією вже важко хворого Вальтера, кафедру очолив Ілля Залюбовський. 1969 року кафедра разом з фізико-технічним факультетом переїхала в нову будівлю у П'ятихатках. Це послугувало поштовхом для бурхливого розвитку кафедри в 1970-ті роки. Швидко зростала кількість наукових співробітників науково-дослідної частини, і до 1980 року вона перевищила 200 чоловік. Щорічно оформлялись десятки авторських свідоцтв на винаходи. Фінансування виконуваних на кафедрі робіт складало 2 мільйони карбованців (з 5 мільйонів, які отримував факультет). Кафедру щорічно закінчувало від 13 до 29 студентів, а рекордом став 1967 рік — 40 випускників.

### Кафедра медичної фізики

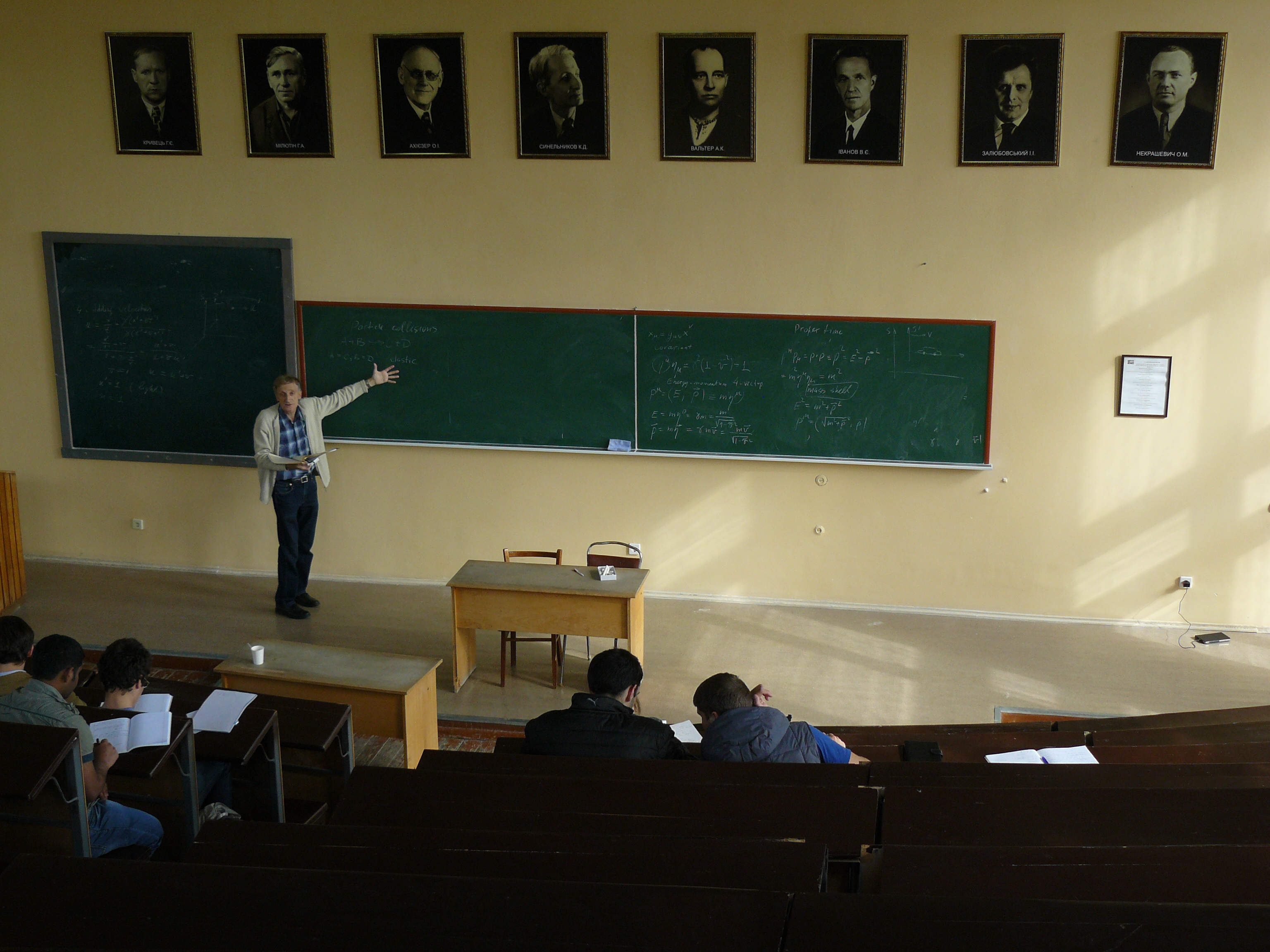
Лекція О. Ю. Корчина з елементарних частинок на 4-му курсі в аудиторії 301 ім. Залюбовського. На портретах колишні завідувачі кафедри Вальтер (4-й справа) та Залюбовський (2-й справа).

Кафедра медичної фізики виникла близько 2000 року, як окрема кафедра на фізико-технічному факультеті, і тільки пізніше буда об'єднана з кафедрою експериментальної ядерної фізики. Перший випуск магістрів за спеціальністю «Медична фізика» відбувся 2005 року.

### Об'єднання кафедр
1 вересня 2012 року кафедри експериментальної ядерної фізики та медичної фізики було об'єднано в кафедру ядерної та медичної фізики.

## Навчальний процес

### Експериментальне устаткування
- Потужнострумовий електронний прискорювач «Надія»
- Прискорювач електронів ЛУЕ-6 МеВ
- Нейтронний генератор НГ-150М

### Предмети, що викладаються студентам кафедри
| | |
| - Ядерна фізика - Радіаційна фізика - Радіаційні пошкодження - Фізика елементарних частинок - Проблеми ядерного паливного циклу - Електромагнітні методи експериментальної ядерної фізики - Дозиметрія іонізуючих випромінювань - Радіоекологія і охорона праці - Фізика ядерних реакторів - Проходження іонізуючих випромінювань крізь речовину - Детектори іонізуючого випромінювання - Детектори для ядерних реакторів - Методи експериментальної ядерної фізики | - Прикладна ядерна фізика - Фізика космічних променів - Кооперативні ефекти квантової електродинаміки - Основи фізики і техніки прискорювачів заряджених частинок - Ядерна електроніка - Комп'ютерне моделювання стохастичних процесів - Обчислювальна техніка в інженерних розрахунках - Ядерні реакції — додаткові розділи - Ядерна спектроскопія - Екологія ядерного паливного циклу - Спеціальний лабораторний практикум «Дозиметрія іонізуючих випромінювань» - Спеціальний лабораторний практикум «Ядерні вимірювання» |

## Завідувачі кафедри
- Вальтер Антон Карлович (1937—1965)
- Залюбовський Ілля Іванович (від 1965)
- Шульга Микола Федорович (зараз)

## Видатні співробітники та випускники
Багато випускників кафедри взяли активну участь в розробці радянського атомного проекту в Арзамасі-16 і за ці роботи були нагороджені Сталінськими, Ленінськими та Державними преміями СРСР, зокрема, Заграфов Володимир Гаврилович (1953, 1971, 1980), Людаєв Роберт Захарович (1973), Павловський Олександр Іванович (1953, 1963, 1983), Санін Ігор Васильович (1955, 1966), Полянський Леонід Єфремович (1967), Подурець Михайло Олександрович (1968)
 Державні премії України, отримані співробітниками кафедри:
- 1971 — Шматко Євгеній Степанович, Залюбовський Ілля Іванович, за цикл робіт з дослідження механізмів виникнення ефекту радіовипромінювання широких атмосферних злив космічних променів
- 1993 — Залюбовський Ілля Іванович, Вальтер Антон Карлович (посмертно), за підручник «Ядерна фізика»
- 1999 — Кузниченко А. В., за цикл наукових праць «Закономірності та аномальні явища в ядерних процесах»
- 2002 — Шульга Микола Федорович, за цикл наукових праць «Ефекти колективізації станів та кореляції при дифракції і дифузному розсіянні, каналюванні та випромінюванні високоенергетичних квазічастинок у кристалах з дефектами».
- 2012 — Фомін Сергій Петрович, за цикл наукових праць «Динаміка пучків частинок високих енергій у кристалічних структурах, керування параметрами пучків та властивостями гамма-випромінення»
- 2014 — Баранник Євгеній Олександрович, за дослідження і розробку приладів і засобів для діагностики та магнітної нанотерапії раку

На кафедрі викладали академіки НАН України А. К. Вальтер та М. Ф. Шульга, члени-кореспонденти НАН України В. Т. Толок та І. І. Залюбовський.